# Piața Trafalgar

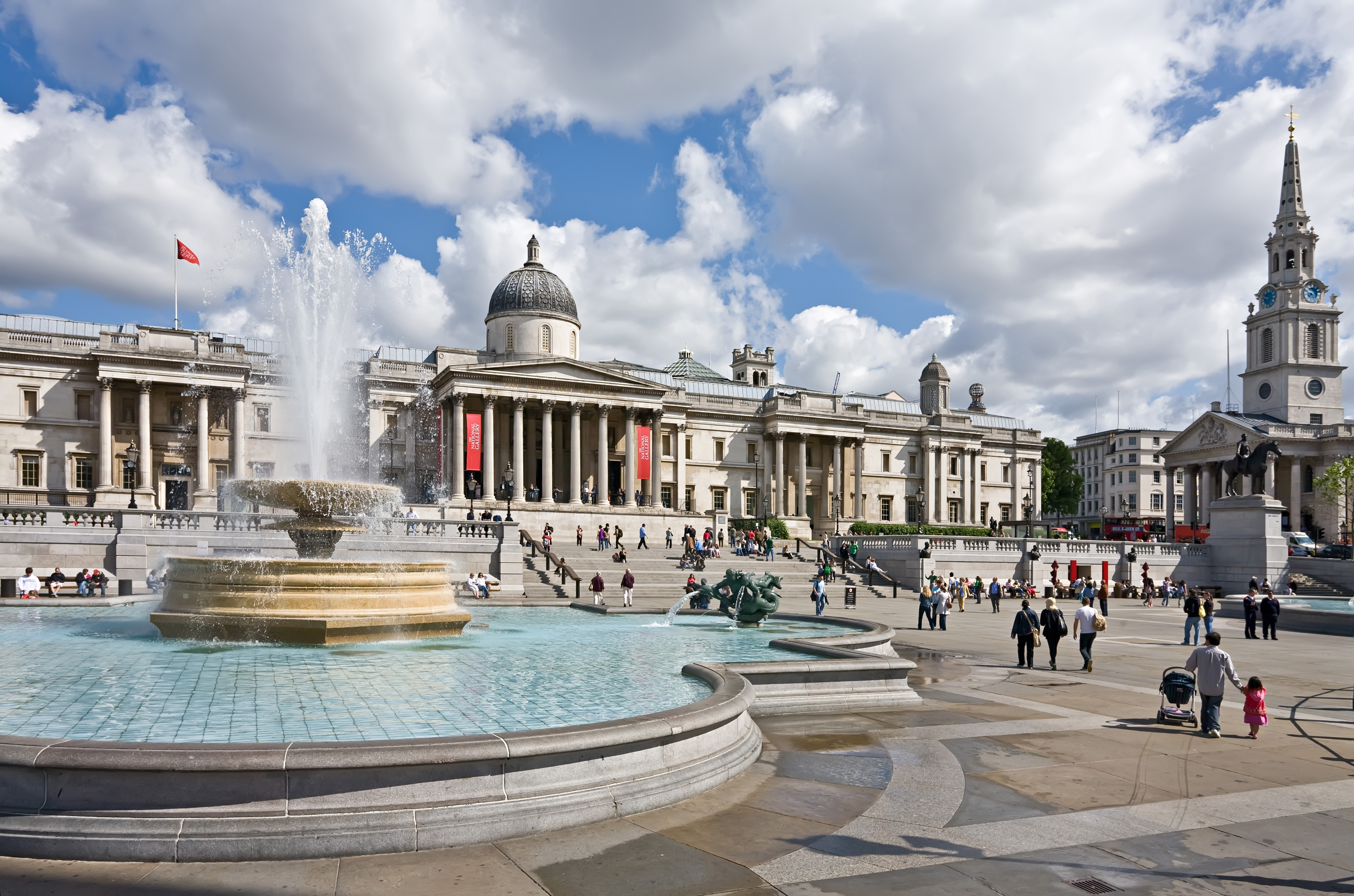
Piaţa Trafalgar în 2009

Piața Trafalgar (engleză Trafalgar Square) este un spațiu public și de atracție turistică din centrul Londrei. În mijlocul pieței se află Coloana lui Nelson, care este străjuită de patru statui în formă de lei, aflate la baza acesteia. Piața este folosită și pentru demonstrații politice și adunări publice, cum ar fi sărbătorirea Revelionului. 
Numele celebrează victoria Marinei Regale Britanice în Bătălia de la Trafalgar din timpul războaielor napoleoniene. Inițial numele ar fi trebuit să fie Piața „Regele William al IV-lea”, dar George Ledwell Taylor a propus numele „Piața Trafalgar”.
În deceniul al treilea al secolului al XIX-lea,  Regele George al IV-lea l-a angajat pe arhitectul John Nash să restaureze zona. Nash a demolat construcțiile din piață în cadrul proiectului său denumit Îmbunătățirea Sistemului Charing Cross. Arhitectul Charles Barry a creat proiectele clădirilor care în prezent mărginesc piața și a căror construcție a fost terminată în anul 1845.
Piața Trafalgar aparține Reginei, face parte din Crown Estate (domeniul coroanei specific monarhiei britanice) și este administrată de Greater London Authority. Westminster City Council deține străzile din jur, inclusiv calea pietonală situată pe terasa de nord.

## Istoric
Partea de nord a pieței se întinde pe fostul loc al Grajdurilor Regale care se aflau în acest spațiu încă din timpul regelui Eduard I. Partea de sud a pieței se află astăzi pe locul unde se afla prima intersecție denumită Charing Cross. Charing Cross este intersecția formată de străzile Strand și Whitehall. În zilele noastre este considerată inima Londrei, locul de unde se măsoară distanțele (kilometrul zero).
În 1826, membrii Comisiei Regale pentru veniturile din Lemn, Pădure și Terenuri l-au împuternicit pe John Nash să curățe o porțiune de teren de mari dimensiuni în fața Grajdurilor Regale. Planurile lui Nash au eliberat toată zona care astăzi este cunoscută drept Piața Trafalgar, cu excepția unui trunchi din mijloc pe care acesta l-a păstrat pentru Academia Regală. Legea Charing Cross a fost votată în 1826 și curățarea terenului a început curând după aceea. După aceea lucrurile s-au mișcat mai încet. Un proiect al pieței a fost aprobat de trezorerie în 1837, dar nu a fost pus în aplicare. În aprilie 1840, un alt proiect, întocmit de Charles Barry a fost acceptat, iar construcția a început în câteva săptămâni. Proiectul a avut în vedere nivelarea pieței, construirea unei terase și a unei șosele pe latura de nord, în fața National Gallery. Scările situate la capetele terasei duc la nivelul pieței unde sunt montate plinte pentru sculpturi și socluri pentru sistemul de iluminat. Pentru toate lucrările sculptate în piatră s-a folosit granit de tip Aberdeen. Bugetul estimat, fără pavaj și fără statui, a fost de 11.000 de lire. Lui Barry nu i-a plăcut ideea ca în piață să fie amplasată Columna lui Nelson. În iulie 1840 el a declarat în fața unei comisii parlamentare că „ar fi mai bine dacă în zonă nu va fi amplasat niciun obiect de artă izolat”.
Piața a fost deschisă pentru public la 1 mai 1844, deși pavajul de asfalt nu era complet, iar fântânile nu funcționau. În jurul columnei lui Nelson erau încă garduri de protecție, iar schelele nu fuseseră încă îndepărtate în totalitate.
Piața a devenit un centru de interes social și politic pentru vizitatori și pentru londonezi. În istoria sa, piața a evoluat de la statutul de esplanadă populată cu chipurile unor eroi naționali, la acela de cel mai cunoscut loc politic al țării, așa cum spunea istoricul Rodney Mace. Importanța sa simbolică a fost demonstrată în anul 1940 când naziștii plănuiau să mute statuia lui Nelson la Berlin după ce ar fi invadat Marea Britanie, așa cum a arătat Norman Longmate în cartea If Britain Had Fallen (1972).

## Plan

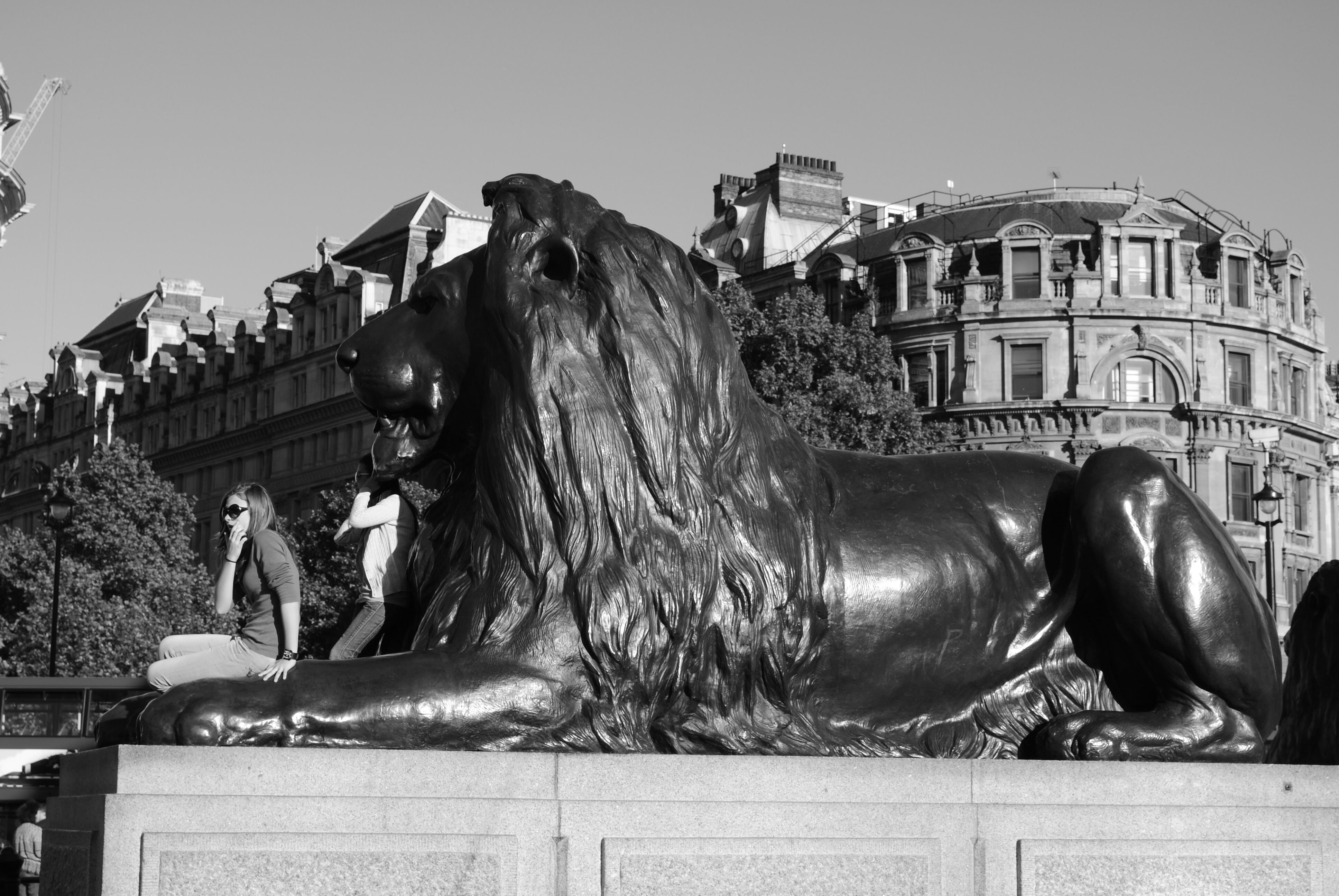
Unul din cei patru lei amplasaţi lângă Columna lui Nelson.

Piața constă într-un spațiu central de mari dimensiuni, mărginit de străzi pe trei laturi și de o terasă pe latura de nord, în fața National Gallery. În trecut piața a fost înconjurată de un sistem de străzi cu sens unic. În urma reconstrucției din anul 2003 a fost redusă lățimea drumurilor și a fost închisă traficului rutier latura de nord.
Columna lui Nelson se află în centrul pieței fiind flancată de fântâni proiectate de arhitectul Edwin Lutyens în 1937. Aceste fântâni au înlocuit două fântâni mai vechi din granit de tip Peterhead, care în prezent se află în Canada. În jurul columnei se află statuile a patru lei de bronz sculptate de pictorul și sculptorul Edwin Landseer. Pe columnă se află statuia lui Nelson, vice-amiralul care a comandat flota britanică în Bătălia de la Trafalgar.

Zece imagini ale Pieţei Trafalgar fotografiate de Wordsworth Donisthorpe în 1890

Pe latura de nord a pieței se află National Gallery, iar pe latura de est se află biserica St Martin-in-the-Fields. Se învecinează cu bulevardul The Mall care trece prin Admiralty Arch la sud-vest față de piață. La sud se află strada Whitehall, la est Strand și South Africa House, clădirea ambasadei Africii de Sud. La nord se află strada Charing Cross, iar la vest se află Canada House, unde funcționează ambasada Canadei.

## Restaurarea din 2003
În anul 2003 s-a terminat restaurarea pieței efectuată conform planurilor create de firma de arhitectură Foster and Partners. 
Lucrările de renovare au inclus închiderea străzii principale de pe latura de nord, devierea traficului pe celelalte trei laturi, demolarea secțiunii centrale a zidului de susținere din partea de nord și construirea unui șir de trepte care duc la terasa pietonală din fața clădirii National Gallery. Construcția a inclus două lifturi pentru persoanele cu dizabilități, toalete publice și o cafenea mică. Înainte de aceste lucrări, din piață se putea ajunge la National Gallery numai pe trecerile situate în colțurile de nord-est și de nord-vest.

## Statui și monumente

### Plintele

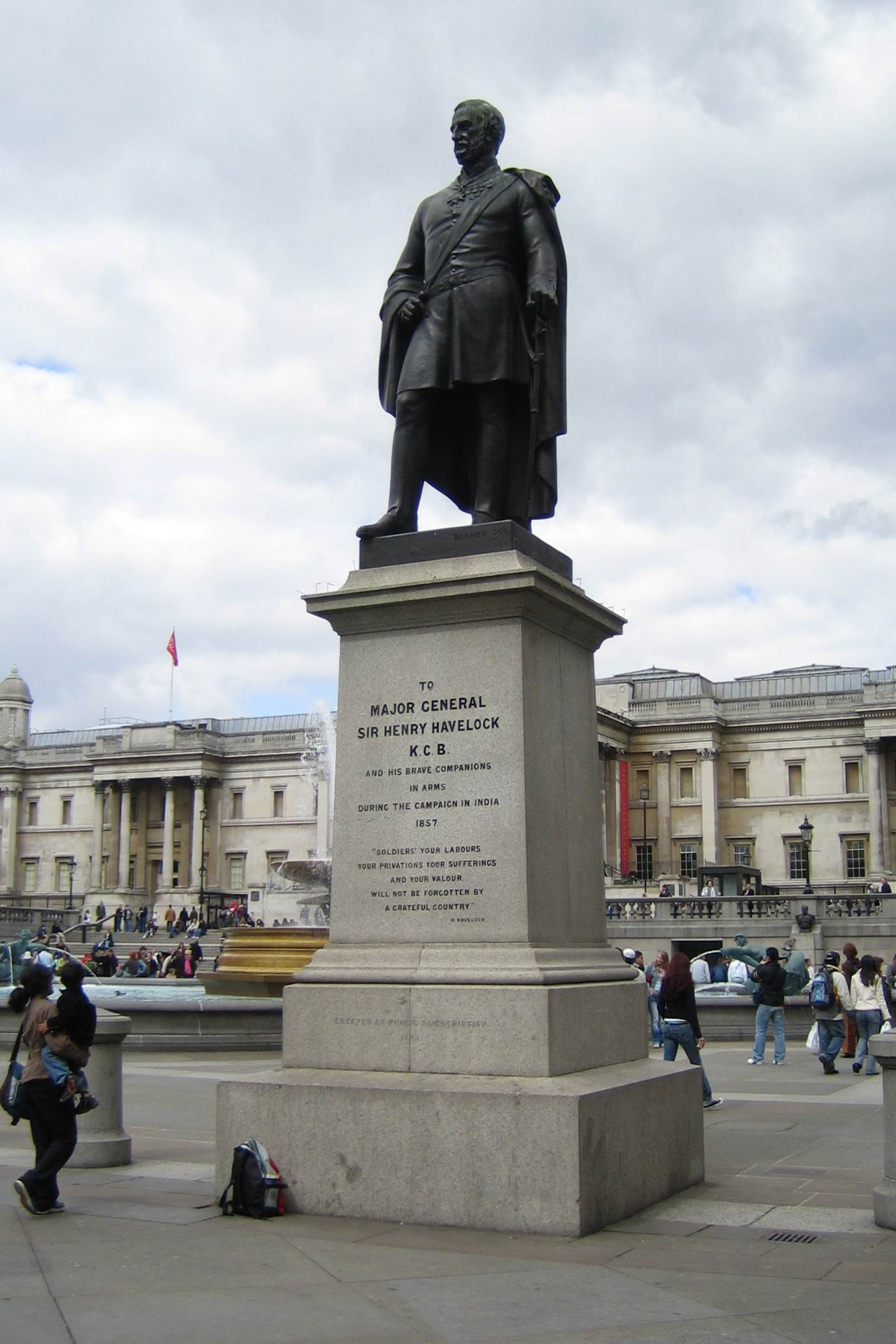
Statuia lui Henry Havelock amplasată în Piața Trafalgar 17.04.2006

În colțurile pieței sunt patru plinte; cele de pe latura de nord, care au fost create pentru a susține statui ecvestre, sunt mai mari decât cele situate pe latura de sud. Trei dintre ele au statui: în colțul de nord-est se află statuia regelui George al IV-lea realizată de Francis Chantrey (inițial, statuia trebuia amplasată pe Marble Arch); în colțul de sud-est a fost amplasată statuia lui Henry Havelock, operă creată de William Behnes în 1861, iar în sud-vest poate fi văzută statuia lui Charles James Napier creată de George Cannon Adams în 1855.
În anul 2000, primarul de atunci al Londrei, Ken Livingstone, a stârnit numeroase controverse afirmând că statuile celor doi generali (Henry Havelock și Charles James Napier) ar trebui înlocuite cu statuile unor oameni pe care „oamenii obișnuiți din Londra i-ar recunoaște”.

### A patra plintă
A patra plintă situată în colțul de nord-vest a fost destinată inițial statuii regelui William al IV-lea, dar fondurile pentru ridicarea acesteia nu au putut fi strânse, în parte, și din cauza nepopularității regelui. Începând cu anul 1998, plinta a fost folosită pentru expunerea autorizată a unor opere de artă. Planul a fost inițiat de Royal Society for Arts și a fost continuat de „Comisia pentru cea de-a patra plintă”, numită de primarul Londrei.

### Alte statui
Pe peluza din fața National Gallery se află două statui: regele Iacob al II-lea, de Grinling Gibbons, situată la vest față de portic, și George Washington, o replică a operei realizate de Jean-Antoine Houdon, amplasată la est. Cea de-a doua statuie, un cadou din partea statului Virginia, a fost instalată în anul 1921. Pământul de sub această statuie a fost adus din Statele Unite ale Americii în onoarea lui Washington care a declarat că nu va mai călca niciodată pământul britanic.
În fața zidului din partea de nord se află busturile a trei amirali. Busutul Lordului Jellicoe, de Charles Wheeler, și cel al Lordului Beatty, de William McMillan, au fost instalate aici în anul 1948 în legătură fântânile care fuseseră amplasate în piață în cinstea acelorași personalități. Bustul amiralului Cunningham, de Franta Belsky, a fost dezvelit alături de acestea la 2 aprilie 1967.
Pe latura de sud se află statuia ecvestră a regelui Carol I, realizată în bronz de Hubert Le Sueur. Statuia a fost ridicată în anul 1633 și a fost amplasată în anul 1678 în poziția în care se găsește și astăzi. Monumentul se află pe locul pe care odinioară era Charing Cross.
O statuie a lui Edward Jenner, cel care a descoperit vaccinul contra variolei, a fost ridicată în colțul de sud-vest al pieței în anul 1858, lângă aceea a lui Charles Napier. Sculptată de William Calder Marshall, statuia îl arată pe Jenner șezând pe un scaun, într-o poziție relaxată, și a fost inaugurată în cursul unei ceremonii prezidate de Prințul Albert. În anul 1862, această statuie a fost mutată în Kensington Gardens.
O statuie a generalului Charles George Gordon, de Hamo Thornycroft, amplasată pe un piedestal de aproximativ 14 metri înălțime, a fost ridicată în anul 1888 între cele două fântâni. În 1943 statuia a fost demontată, dar 10 ani mai târziu a fost ridicată pe terasamentul Victoria.

## Alte aspecte

### Fântâni

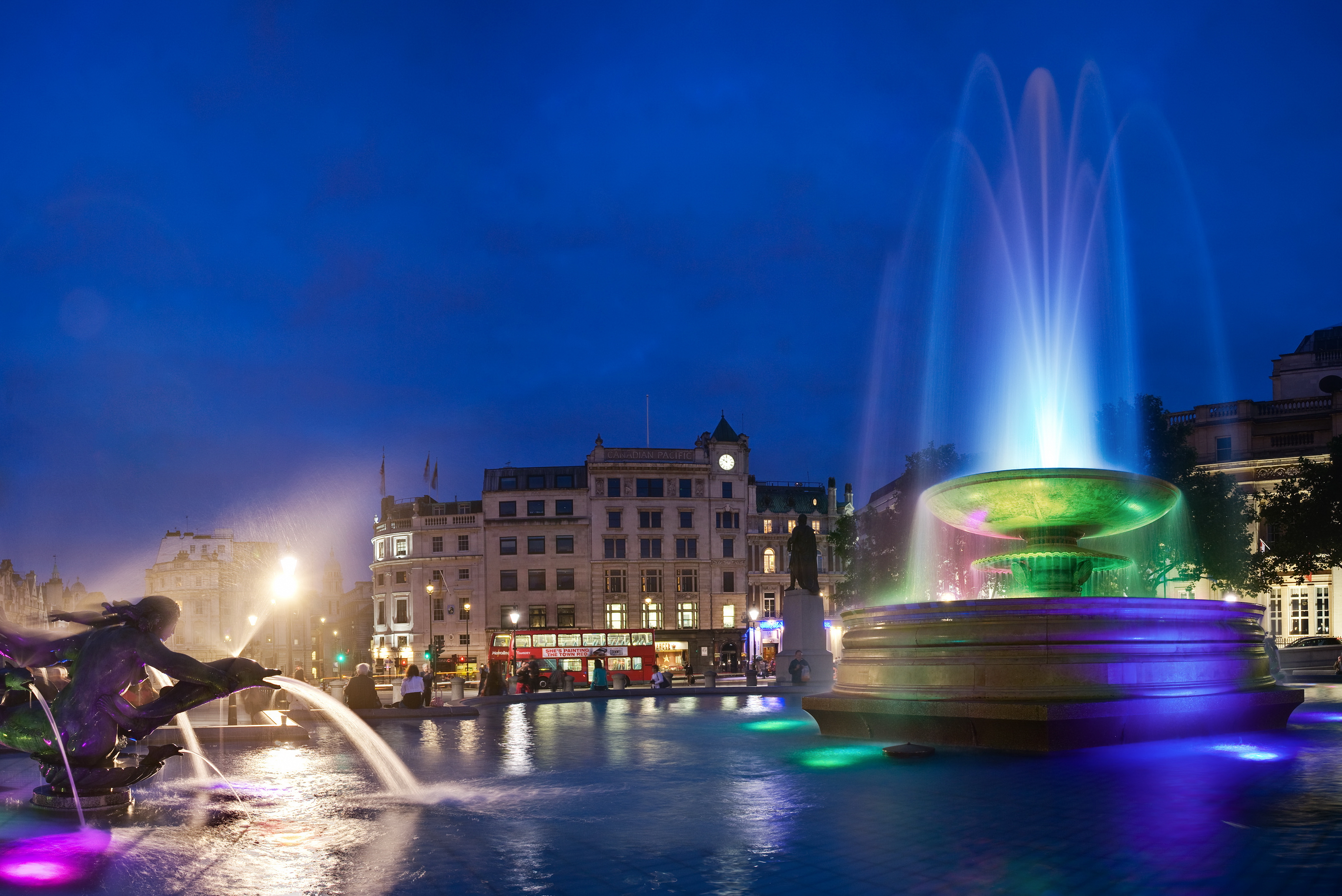
Fântânile luminate cu LED

În anii 1840 când piața a fost proiectată, principalul scop al fântânilor nu a fost cel estetic, ci acela de a reduce spațiul deschis disponibil și, ca urmare, riscul de izbucnire a unor revolte. La început erau alimentate cu apă pompată dintr-o fântână arteziană de un motor cu aburi amplasat în spatele National Gallery. La sfârșitul anilor 1930 s-a luat hotărârea ca bazinele de piatră și pompa să fie înlocuite. Noile fântâni au fost construite conform unui proiect al arhitectului Edwin Lutyens și au costat aproape 50.000 de lire. Vechile fântâni au fost cumpărate de guvernul canadian și se află acum în Ottawa și în Regina. Fântânile actuale au fost ridicate în memoria Lordului John Jellicoe și a Lordului David Beatty.
Alte lucrări de restaurare au fost necesare și s-au terminat până în luna mai 2009. Sistemul de pompare a fost înlocuit cu o pompă nouă care poate arunca un jet de apă de 24 m înălțime. Un sistem nou de iluminare, bazat pe tehnologia LED, a fost instalat în cursul operațiunilor de restaurare, pentru a reduce costul energiei electrice consumate. Noul sistem de iluminare a fost gândit în vederea pregătirii Jocurilor Olimpice de vară din 2012 și va proiecta diferite combinații de culori în fântâni.  Sistemul de iluminare cu LED va micșora consumul de energie electrică și va reduce amprenta de carbon cu aproximativ 90%.

### Porumbei

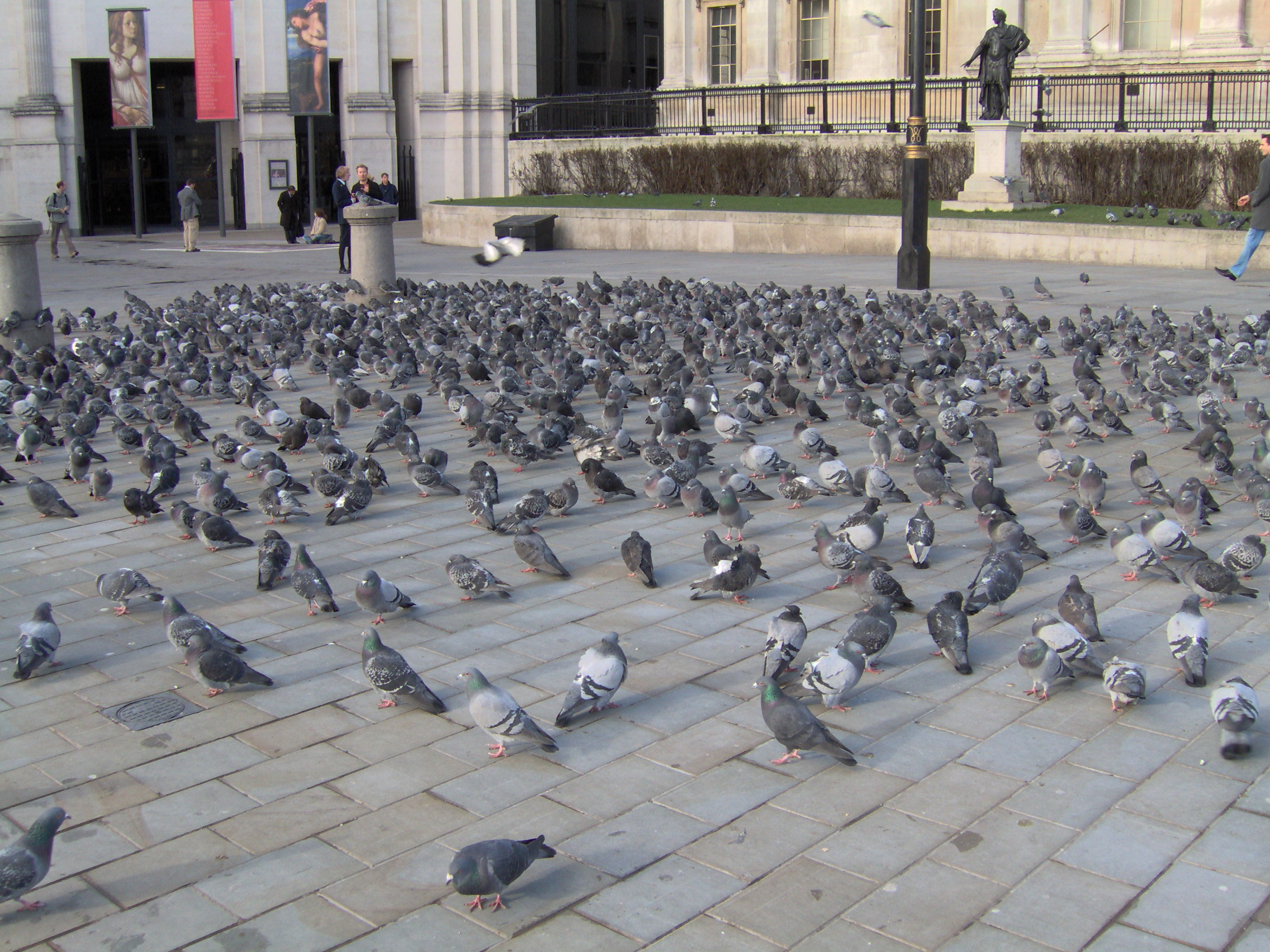
Stol de porumbei în Piaţa Trafalgar, în 2006. Începând cu anul 2008, porumbeii au început dispară din piaţă

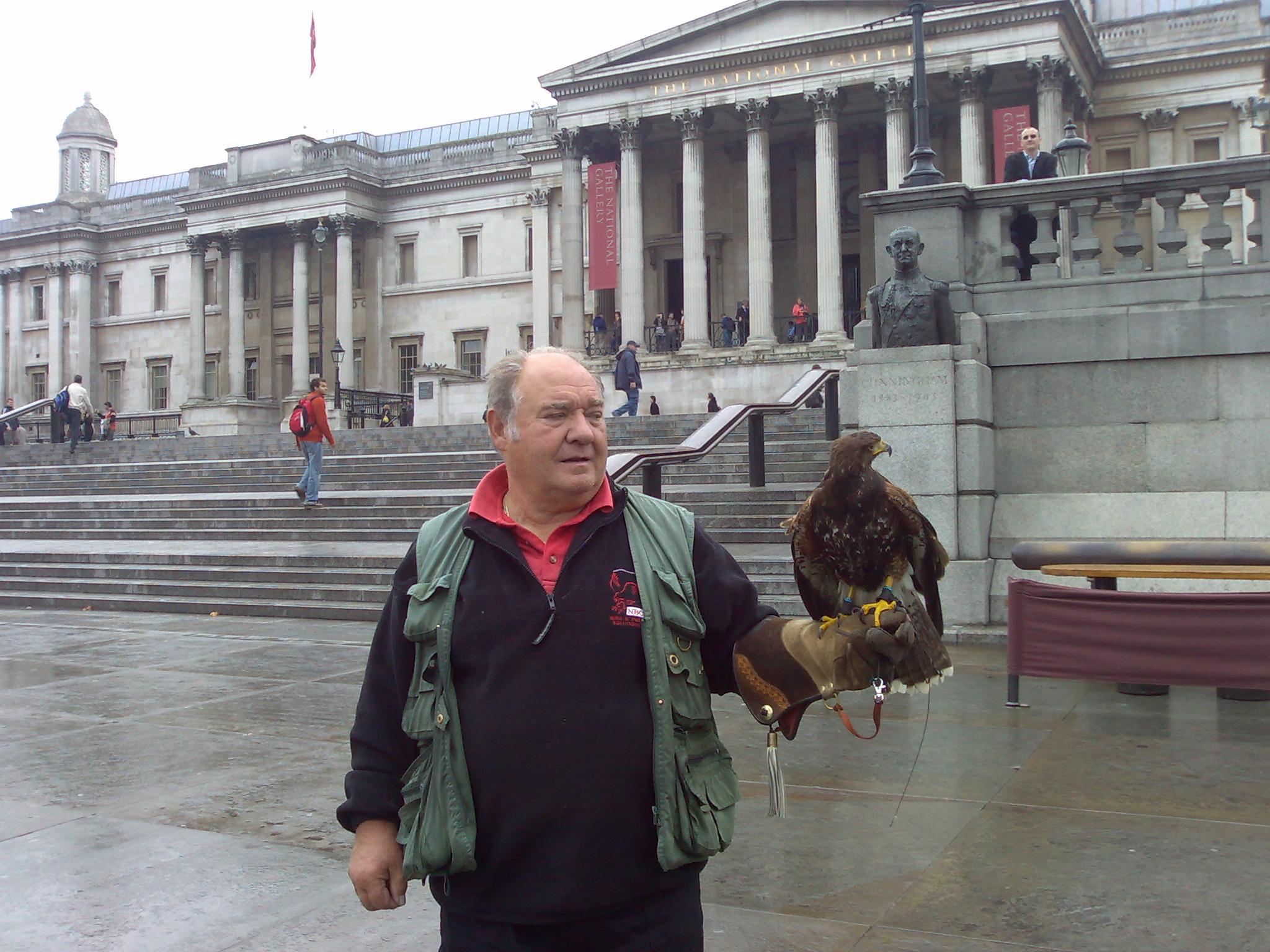
Şoimar cu un şoim harris în 2007

Piața a fost vestită pentru porumbeii sălbatici a căror hrănire era o activitate la modă. Prezența păsărilor a fost contestată: dejecțiile lor au afectat piatra din care sunt construite monumentele, iar stolul, estimat la 35.000 de păsări, a fost considerat ca o amenințare pentru sănătatea oamenilor. În 2005 a fost interzisă vânzarea hranei pentru păsări în piață, apoi au fost introduse și alte măsuri care să alunge porumbeii, inclusiv folosirea unor șoimi dresați. În septembrie 2007, Westminster City Council a votat o lege prin care s-a interzis hrănirea păsărilor pe calea pietonală situată pe terasa din partea de nord și pe orice altă zonă pavată. Acum nu mai sunt decât câteva păsări în Piața Trafalgar, astfel că zona poate fi folosită pentru festivaluri și poate fi închiriată pentru filmări, ceea ce nu s-ar fi putut întâmpla în anii 1990.

## Utilizări

### Revelionul
De foarte mulți ani, petrecăreții care sărbătoresc începutul unui nou an se adună în piață, chiar dacă municipalitatea nu a făcut pregătiri speciale. Lipsa evenimentelor oficiale organizate în piață a fost cauzată și de teama autorităților că aceasta va fi supraaglomerată dacă sunt încurajate petrecerile. Începând cu anul 2005 au fost oferite ca alternativă jocuri de artificii concentrate pe London Eye și pe South Bank.

### Ziua victoriei
La 8 mai 1945, Piața Trafalgar se umpluse de oameni care așteptau anunțul oficial pe care urma să îl facă Winston Churchill cu privire la sfârșitul războiului. Vestea capitulării a fost aflată în Occident pe 8 mai și victoria a fost sărbătorită în mod spontan, această zi fiind proclamată Ziua Victoriei în Europa. Pe 8 mai 2005, BBC a organizat un concert în cinstea aniversării a 60 de ani de la sfârșitul războiului.

### Crăciunul

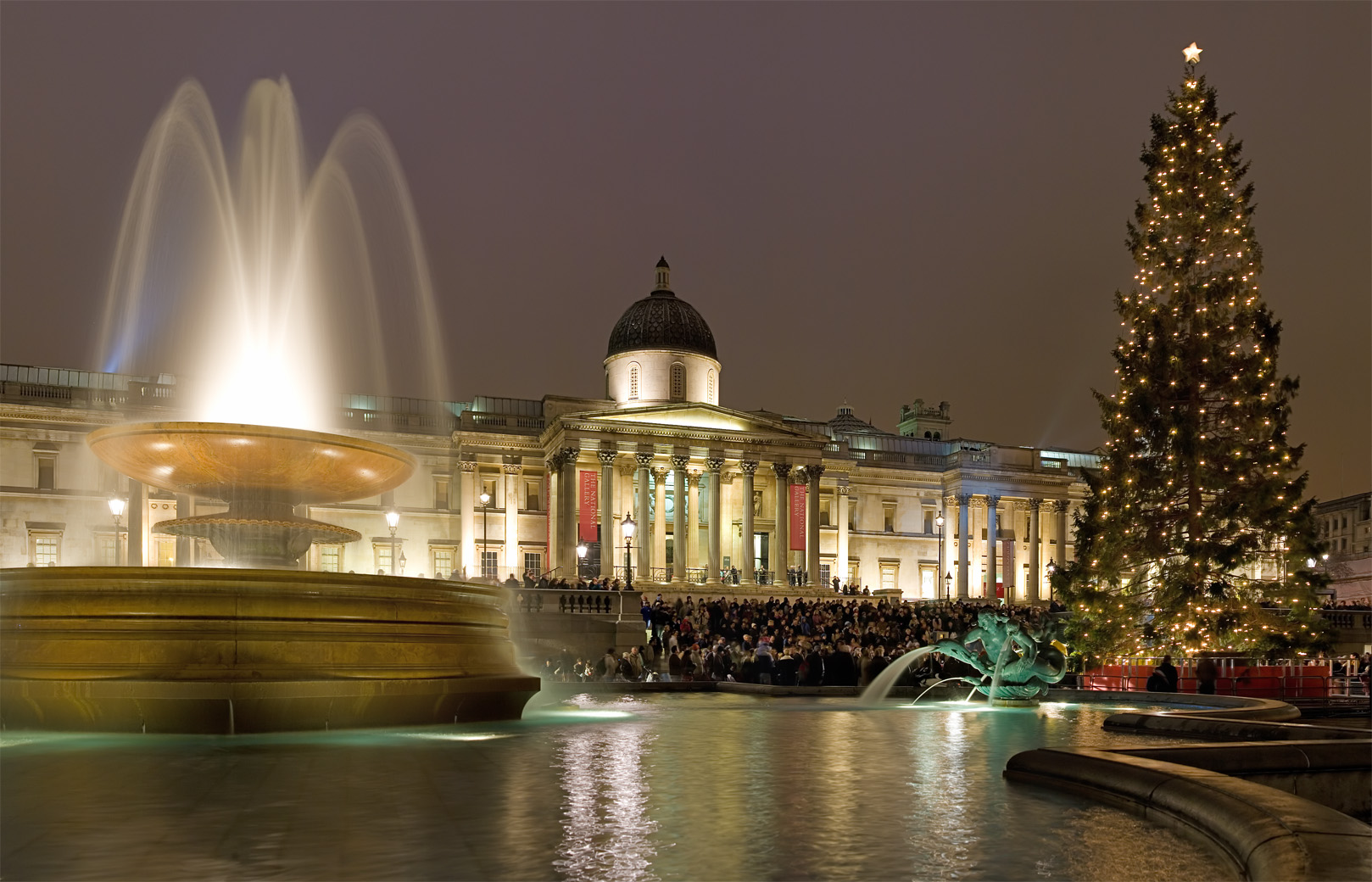
Bradul de Crăciun din Piaţa Trafalgar pe 23 decembrie 2006

Începând cu anul 1947, în fiecare an s-a organizat o ceremonie de Crăciun în Piața Trafalgar. Orașul Oslo oferă Londrei în fiecare an un molid sau, uneori, un brad, ca mulțumire pentru ajutorul pe care Regatul Unit l-a oferit Norvegiei în cel de-al doilea război mondial. Ca parte a tradiției, Lordul Primar al Westminster-ului vizitează Oslo spre sfârșitul toamnei pentru a lua parte la tăierea copacului, iar primarul din Oslo vine la Londra pentru a aprinde luminile bradului la ceremonia oficială.

### Manifestații politice

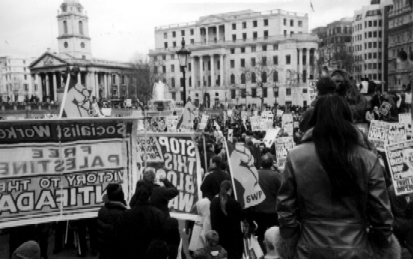
O manifestație de protest în Piața Trafalgar

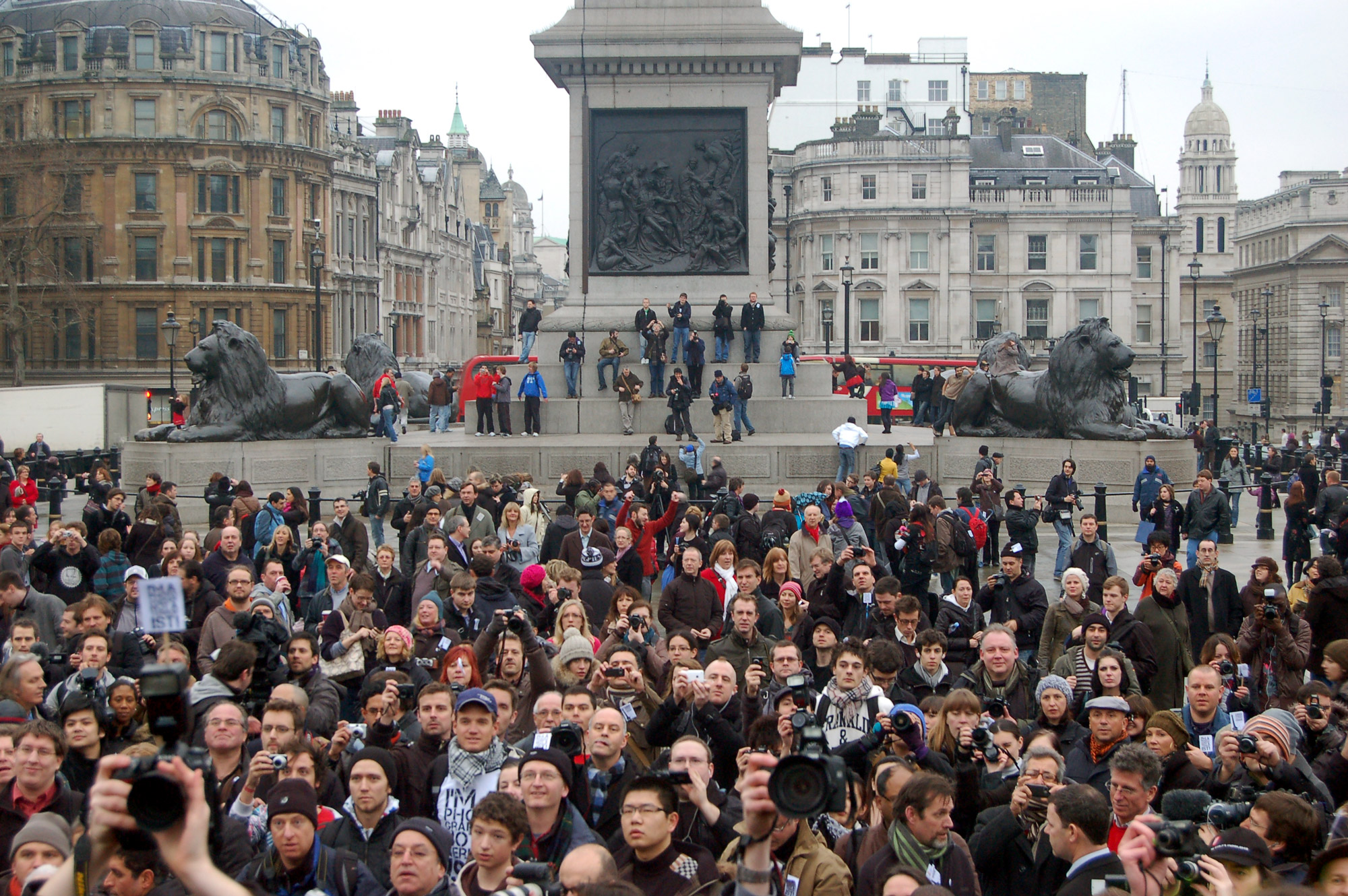
Protest împotriva hărţuirii fotografilor în temeiul legii anti-terorism, 23 ianuarie 2010

Încă de când a fost construită, Piața Trafalgar a fost un loc în care s-au organizat manifestații de protest, deși autoritățile au încercat de mai multe ori să le interzică.
Din luna martie a anului în care Columna lui Nelson a fost amplasată în piață, autoritățile au început să interzică manifestațiile mișcării cartiste. O interdicție totală a manifestațiilor politice a fost în vigoare până în anii 1880, când mișcările laburiste, în special Federația Social Democrată, au început să organizeze aici proteste.
Pe 8 februarie 1886, în „Lunea neagră”, protestatarii s-au adunat pentru a manifesta împotriva șomajului; acest protest a fost punctul de plecare pentru o revoltă în Pall Mall. Pe 13 noiembrie 1887, o revoltă de mai mari dimensiuni a izbucnit în piață în ziua care a fost denumită „Duminica însângerată”.
Una din cele mai importante demonstrații politice din epoca modernă care a avut loc în Piața Trafalgar a fost aceea din 29 septembrie 1961 organizată de Comitetul celor 100 din care făcea parte și Bertrand Russell. Protestul a fost îndreptat împotriva războiului și a armelor nucleare.
De-a lungul anilor 1980, s-a protestat continuu împotriva apartheid-ului în fața ambasadei Africii de Sud. Mai recent, piața a găzduit protestul împotriva impozitului forfetar, în 1990, și protestele împotriva războiului din Afganistan și a războiului din Irak.
După atentatele cu bombă din anul 2005, în piață s-a ținut un priveghi.
În decembrie 2009, piața a fost ocupată timp de două săptămâni, cât timp s-a desfășurat la Copenhaga Conferința ONU asupra schimbărilor climatice.
Pe 27 martie 2011, piața a fost ocupată de protestatarii care manifestau împotriva bugetului și a tăierilor de buget anunțate. În timpul nopții protestul a devenit violent, iar unele părți ale pieței au fost avariate în cursul altercațiilor dintre manifestanți și poliție.

### Evenimente sportive
Pe 26 iunie 1996, după ce echipa de fotbal a Angliei a pierdut meciul jucat cu echipa națională a Germaniei, în semi-finalele Euro '96, o revoltă a izbucnit în Piața Trafalgar, iar câteva persoane au fost rănite.
Pe 21 iunie 2002, aproximativ 12.000 de oameni s-au strâns în piață pentru a urmări meciul dintre Anglia și Brazilia din semi-finalele Cupei Mondiale pe un ecran uriaș care a fost montat special pentru acest eveniment.
La începutul secolului al XXI-lea, Piața Trafalgar a devenit locul unde se sărbătoresc victoriile sportive. A fost folosită de naționala de rugby a Angliei pe 9 decembrie 2003 pentru a-și sărbători victoria la Cupa Mondială de Rugby din 2003, apoi pe 13 septembrie 2005, de echipa națională de cricket care și-a sărbătorit victoria în The Ashes. 
Pe 6 iulie 2005, în Piața Trafalgar a fost făcut anunțul oficial privind organizarea Jocurilor Olimpice de vară din 2012 la Londra. Tot în piața Trafalgar a fost montat, la 14 martie 2011, ceasul care afișează timpul rămas până la începerea competiției.
În 2007, în piață au fost ținute ceremoniile de deschidere ale Turului Franței.

### Alte utilizări

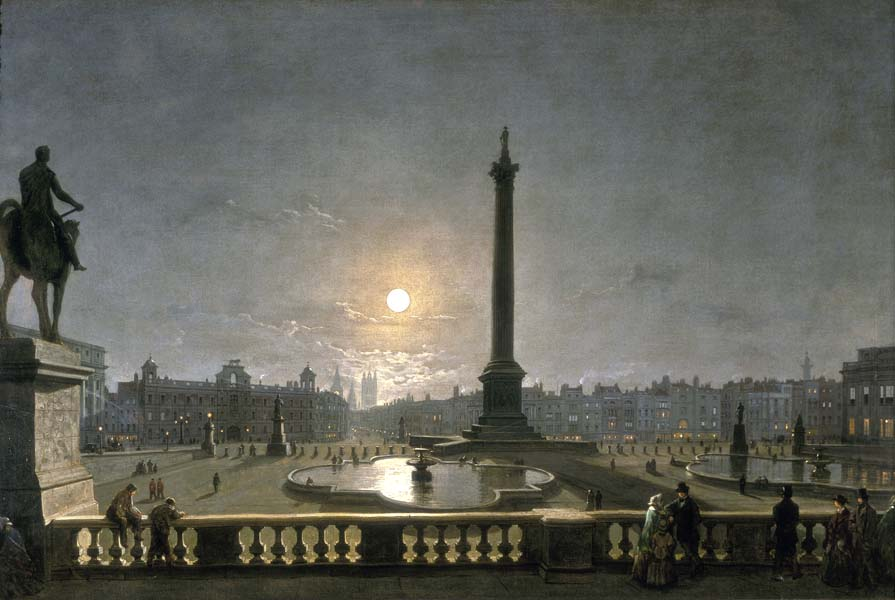
Piaţa Trafalgar în lumina lunii, de Edward Pether (c.1865)

Întrucât este o imagine emblematică a Londrei, Piața Trafalgar a fost ilustrată în multe filme și emisiuni TV în timpul perioadei denumite Swinging London de la sfârșitul anilor 1960, inclusiv în serialele „The Avengers”, „The Ipcress Files”, „Doctor Who” și „Man in a Suitcase”. 

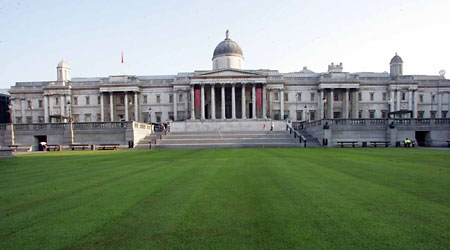
Piaţa Trafalgar în mai 2007 cu pavajul acoperit temporar cu gazon

În mai 2007, pavajul pieței a fost acoperit pentru 2 zile cu gazon ca parte a unei campanii de promovare a spațiilor verzi din oraș, organizată de autoritățile londoneze.
În fiecare an, pe 21 octombrie când se sărbătorește bătălia de la Trafalgar, „Sea Cadet Corps,” o organizație de tineret sponsorizată de Royal Navy, organizează o paradă în cinstea amiralului Nelson și a victoriei flotei britanice împotriva flotelor aliate ale Spaniei și Franței.
Pe 7 iulie 2011, din cauza lucrărilor de construcții din Piața Leicester, premiera mondială a ultimului film din seria Harry Potter a avut loc în Piața Trafalgar, iar un covor roșu de aproximativ 1,2 km a fost întins între cele două piețe. A fost prima premieră cinematografică din Piața Trafalgar.

## Galerie

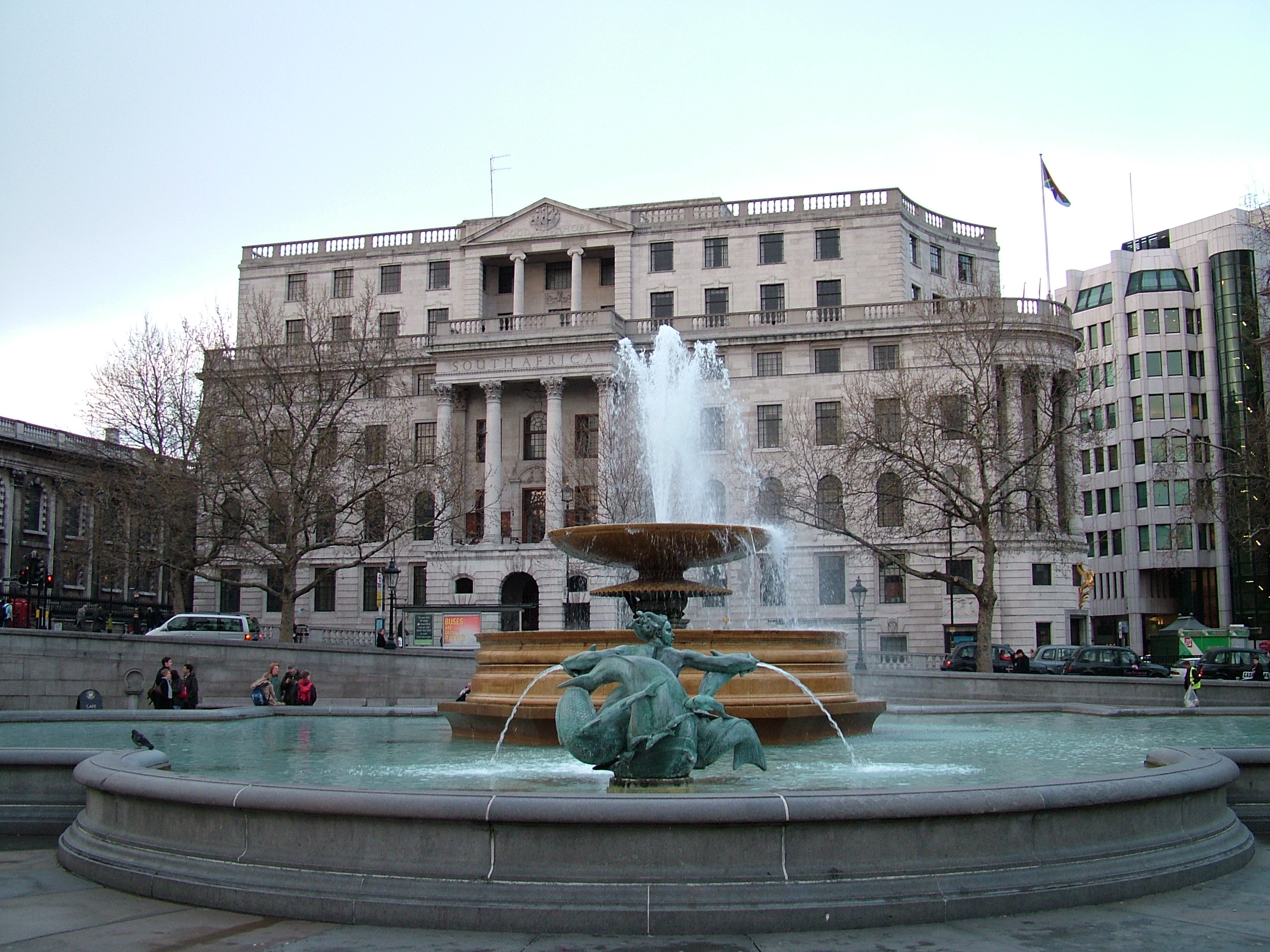
South Africa House, Ambasada Africii de Sud
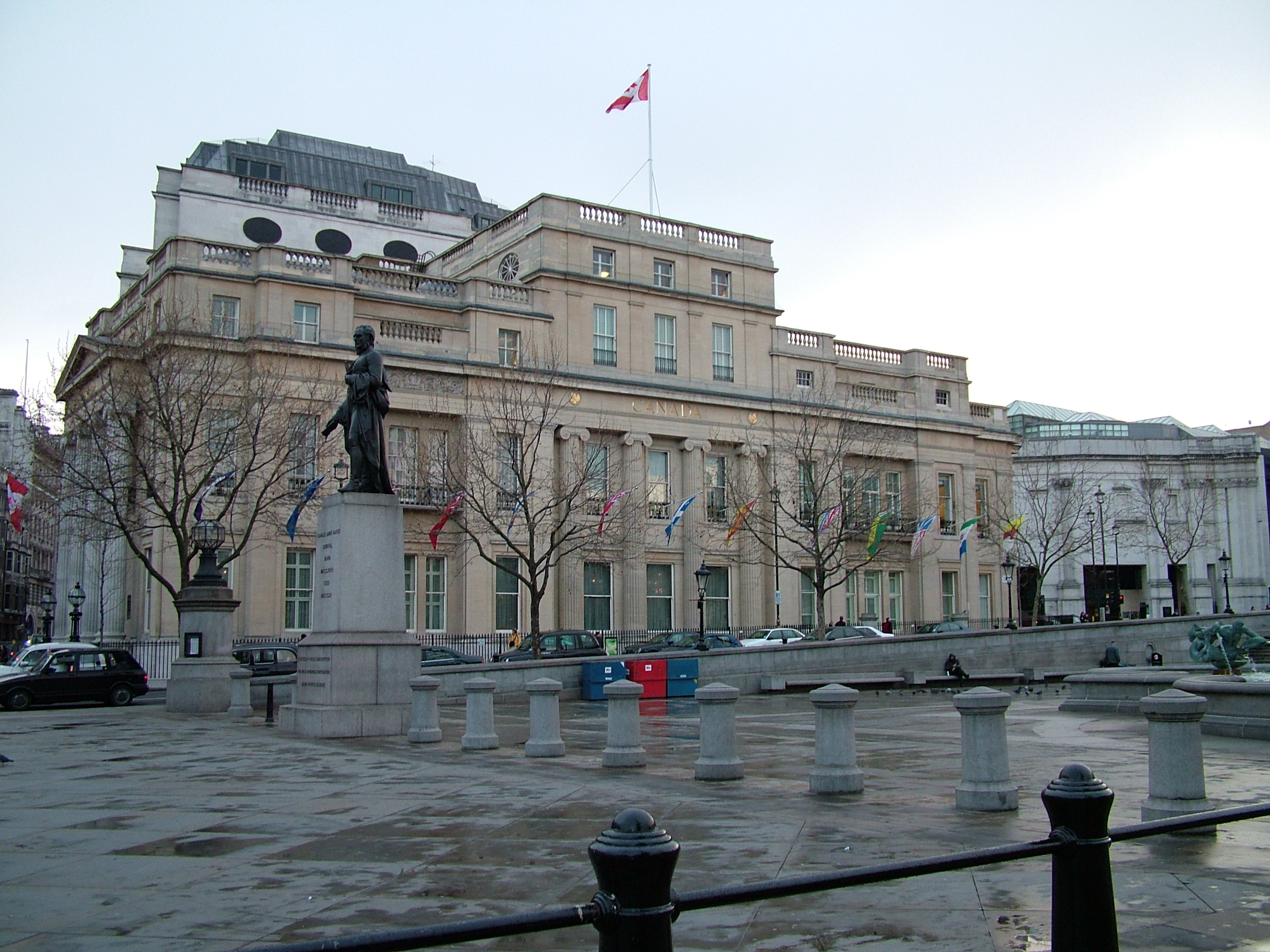
Canada House, Ambasada Canadei
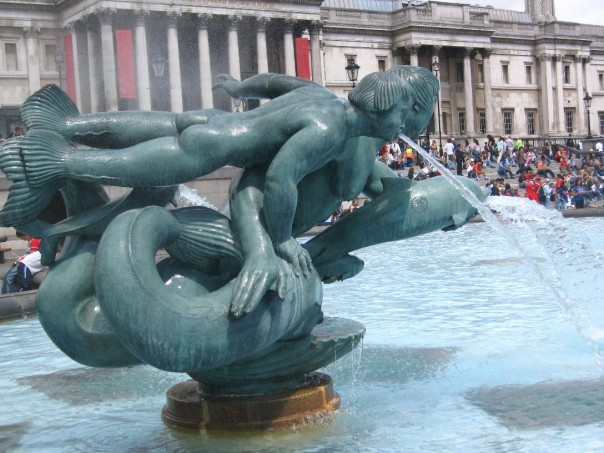
Piaţa Trafalgar, iulie 2006
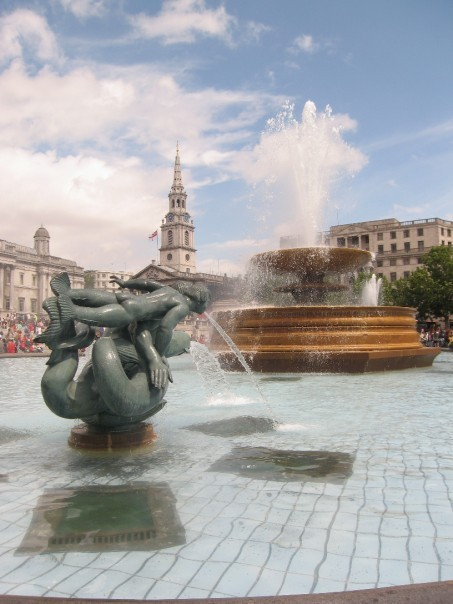
Piaţa Trafalgar, iulie 2006
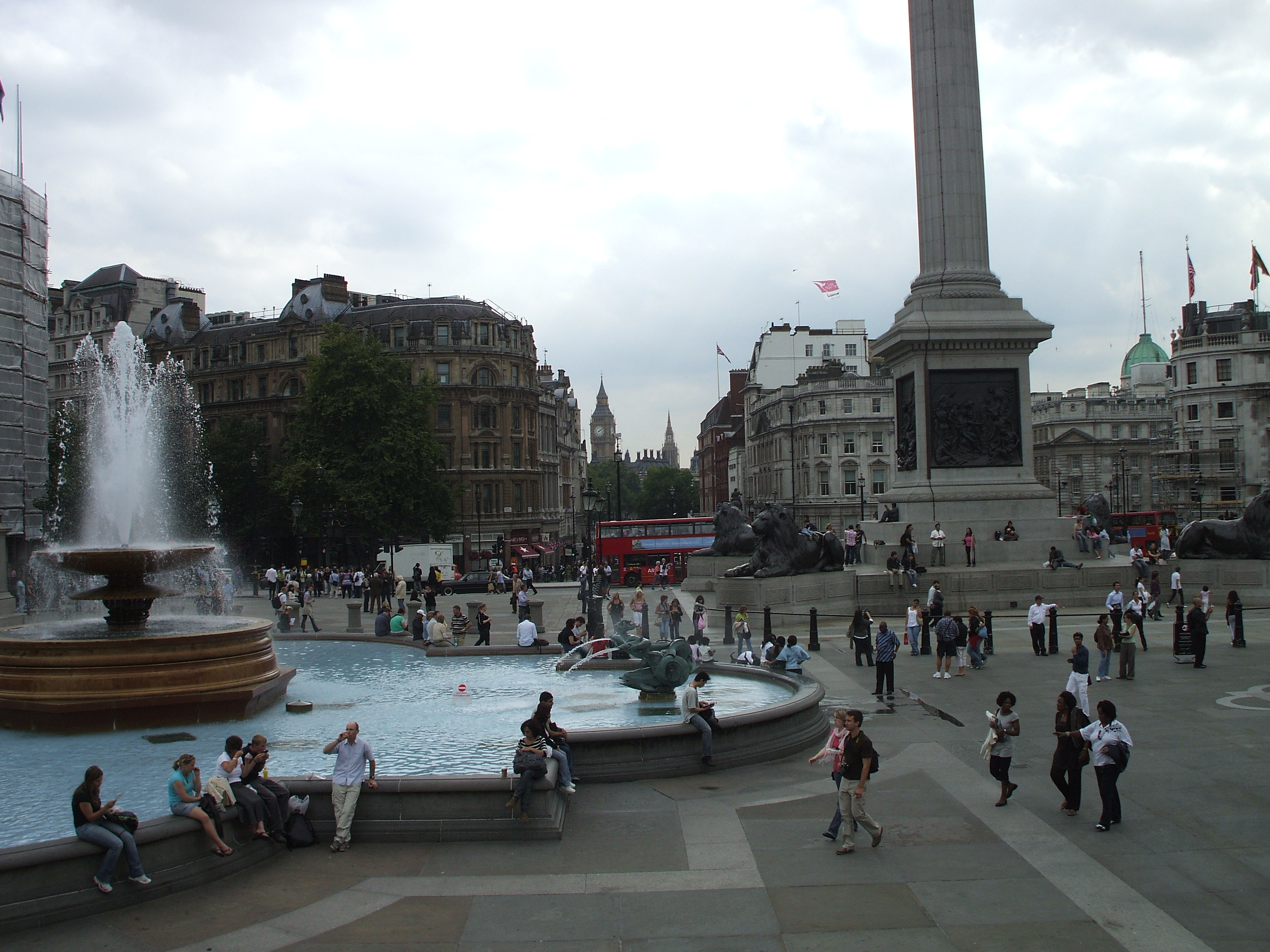
Piaţa Trafalgar, inclusiv Columna lui Nelson, vedere spre sud, înspre Palatul Westminster.
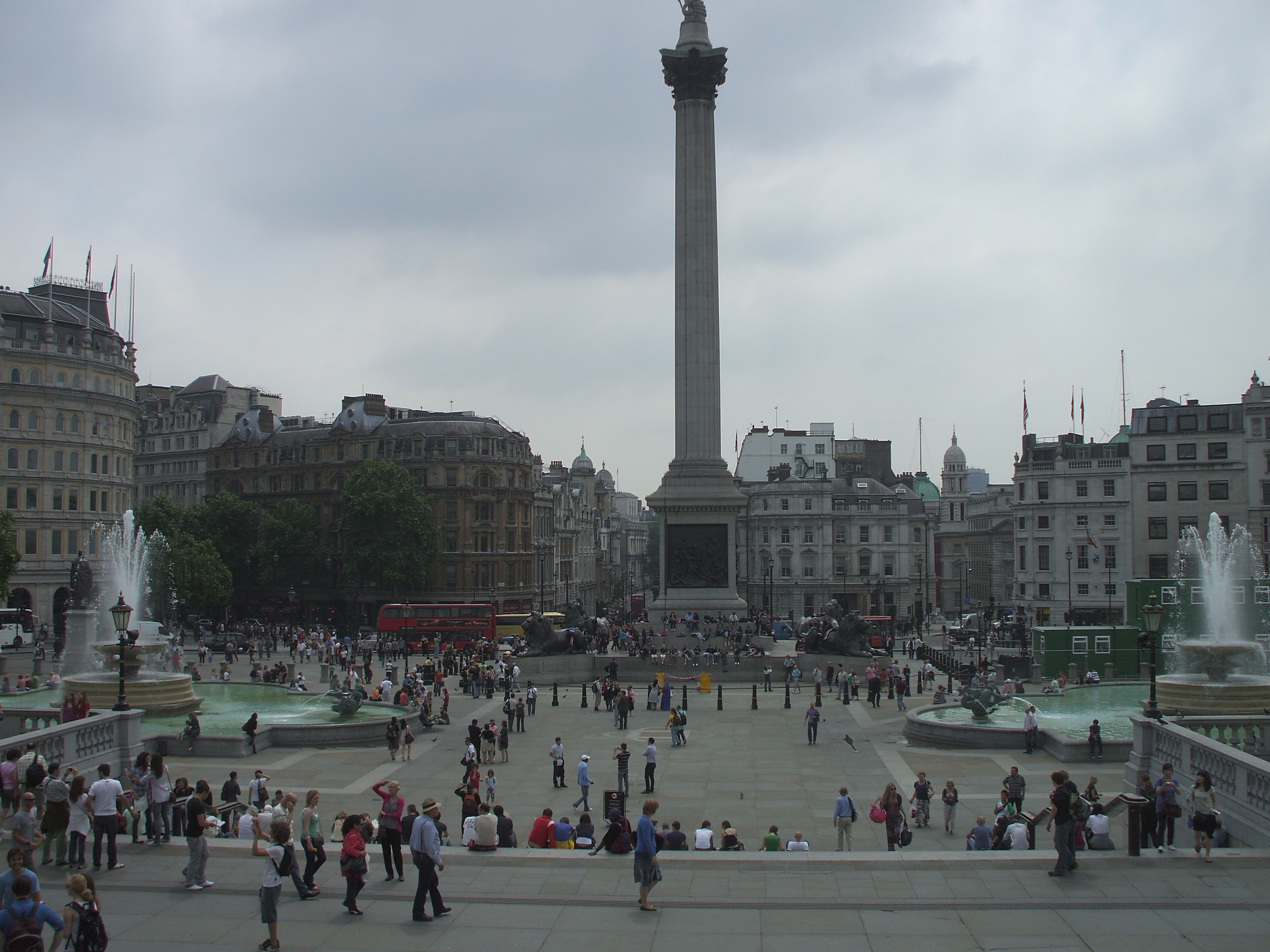
O imagine a părţii centrale a Pieţei Trafalgar, luată de pe treptele National Gallery.

## Alte piețe cu aceeași denumire
Piața Eroilor Națiunii din Bridgetown, Barbados a fost denumită inițial Piața Trafalgar. Și aceasta a avut o statuie a amiralului Nelson. Denumirea i-a fost schimbată la 28 aprilie 1999.
În Barre, Massachusetts, se află o altă piață cu același nume. Suburbia Waterloo din Lower Hutt, Noua Zeelandă, are o piață numită Trafalgar, situată vizavi de Gara Waterloo.